# S'Estanyol (Santa Eulalia del Río)
La playa S'Estanyol está situada en Santa Eulalia del Río, en la parte oriental de la isla de Ibiza, en la comunidad autónoma de las Islas Baleares, España. 
Es una playa de bolos y arena con alguna presencia de vegetación.